# Loja tartomány
Loja tartomány Ecuador egyik tartománya, amelyet délről El Oro tartomány, északról Azuay tartomány valamint keletről Zamora-Chinchipe tartomány határol. Jelenlegi földrajzi helyén a spanyol Alonso de Mercadillo alapította, miután egy földrengés a korábbi területet elpusztította. Cuxibamba völgynek is nevezik, amely kecsua nyelven „mosolygós völgy”-et jelent. Történelmi épületei miatt Loja város a turisták egyik kedvelt települése, amely híres a Vírgen del Cisne vallási fesztiválról (szeptemberben) valamint a zenészeiről. Fontos zenei felsőoktatási intézmények találhatók Lojában, amelyek közül a Conservatorio Nacional de Música intézményéből kerülnek ki Ecuador legjelentősebb muzsikusai. Gyakran emlegetik Loját Ecuador zenei fővárosaként. Egy lojai legyen énekes, vagy ha az nem, akkor költő, máskülönben művész lesz belőle. A városban van még két egyetem is: az Universidad Tecnica Particular De Loja) és az Universidad Nacional de Loja.
Loja várostól 42 km-re délre van Vilcabamba, amelyet a hosszú élet völgyeként ismernek.  A település lakossága hosszú életnek örvend a kedvező éghajlatnak és a termálvíznek köszönhetően. Tudósok és kutatók sokat tanulmányozták a földrajzi körülményeket, az éghajlatot, a talajt és a vizet. Még neves magazinokban is jelentek meg cikkek (Readers Digest és National Geographic) a saját elméletükkel a vilacambai emberek hosszú életének megmagyarázásához. Lojában volt először elektromos áram Ecuadorban azután, hogy elindították 1896-ban egy vízerőművet.

## Földrajz
Az Andok-hegység egyik völgyében húzódó város (tengerszint fölött 2,225 m) lakossága 404 835 fő a 2001-es népszámlálási adatok szerint. Loja várost barátságos és kedves városnak tartják. A tartományi székhely Loja, Ecuador egyik legrégibb városa 2001-ben természetvédelmi díjat kapott.
Loja tartományban többféle mikroklíma található a Zamora és a Malacatos folyók által határolt területen, amelyek különböző ökológiai zónákat alkotnak. A nedves Amazonas őserdő és a száraz, csendes-óceáni partvidék között egymást érik a különféle éghajlatok. A tartomány területének 86%-át hegyek borítják.

## Gazdaság
Az elmúlt időszakban nagy beruházások történtek. Bíbortetű farmokat hoztak létre a nemzetközi textil és kozmetikai ipar kiszolgálására. A tartományban termelt cukor és kávé belső piacra készül.
Loja területén rég óta folyik bányászat (főleg arany), amelynek környezetkárosító hatása is van.

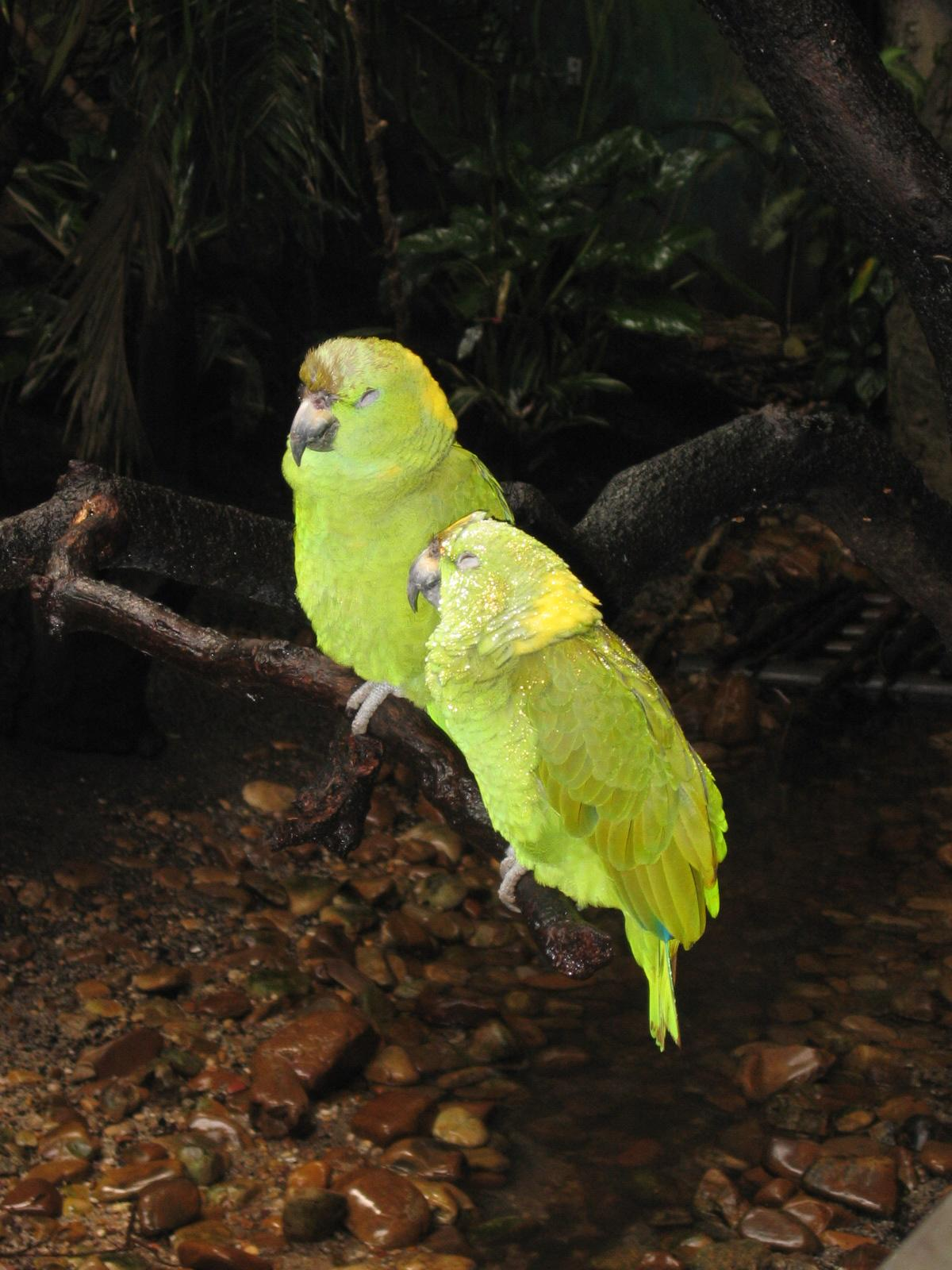
Amazonasi papagáj.

A tartomány híres növényeiről, madárfajairól és pillangóiról, amelyek gyakran láthatók az itt lévő védelem alatt álló nemzeti parkokban. A legjelentősebb ezek közül az 1 463 m2 területű Podocarpus Nemzeti Park, amely a tengerszint fölött 1000 m és 3690 m között helyezkedik el.  A területen élnek medvék, pumák és egzotikus madarak is. A park növényvilágának 40%-a endemikus, csak erre a területre jellemző. Több mint hatszázféle madár honos a nemzeti park területén.

## Kantonok
A tartományban 16 kanton van.
| Kanton       | Népesség (2001) | Terület (km²) | Székhely            |
| ------------ | --------------- | ------------- | ------------------- |
| Calvas       | 27,604          | 839           | Cariamanga          |
| Catamayo     | 27,000          | 646           | Catamayo            |
| Celica       | 13,358          | 518           | Celica              |
| Chaguarpamba | 7,898           | 311           | Chaguarpamba        |
| Espíndola    | 15,750          | 514           | Amaluza (Espíndola) |
| Gonzanamá    | 14,987          | 693           | Gonzanamá           |
| Loja         | 175,077         | 1,881         | Loja                |
| Macará       | 18,350          | 575           | Macará              |
| Olmedo       | 5,707           | 112           | Olmedo              |
| Paltas       | 24,703          | 1,145         | Catacocha           |
| Pindal       | 7,351           | 200           | Pindal              |
| Puyango      | 15,505          | 634           | Alamor (Ecuador)    |
| Quilanga     | 4,582           | 235           | Quilanga            |
| Saraguro     | 28,029          | 1,075         | Saraguro            |
| Sozoranga    | 7,994           | 410           | Sozoranga           |
| Zapotillo    | 10,940          | 1,209         | Zapotillo           |